# Italo Quazzola
Italo Quazzola (* 10. Mai 1994 in Borgosesia) ist ein italienischer Leichtathlet, der im Langstreckenlauf sowie zu Beginn seiner Karriere auch im Hindernislauf an den Start ging.

## Sportliche Laufbahn
Erste internationale Erfahrungen sammelte Italo Quazzola im Jahr 2011, als er bei den Jugendweltmeisterschaften nahe Lille mit 5:59,78 min in der Vorrunde über 2000 m Hindernis ausschied. Anschließend gewann er beim Europäischen Olympischen Jugendfestival (EYOF) in Trabzon in 5:56,30 min die Silbermedaille. Im Jahr darauf verpasste er bei den Juniorenweltmeisterschaften in Barcelona mit 9:05,28 min den Finaleinzug über 3000 m Hindernis und im Dezember gelangte er bei den Crosslauf-Europameisterschaften in Szentendre mit 19:31 min auf Rang 28 im U20-Rennen. Bei den Crosslauf-Weltmeisterschaften 2013 in Bydgoszcz lief er nach 23:45 min auf Rang 55 im U20-Rennen ein und im Juli belegte er bei den Junioreneuropameisterschaften in Rieti in 8:55,65 min den fünften Platz im Hindernislauf. Im Dezember wurde er bei den Crosslauf-Europameisterschaften in Belgrad mit 19:02 min 48. im U20-Rennen. Im Jahr darauf lief er bei den Crosslauf-Europameisterschaften 2014 in Samokow nach 26:55 min auf Rang 41 im U23-Rennen ein und 2015 klassierte er sich bei den U23-Europameisterschaften in Tallinn mit 8:46,27 min auf dem fünften Platz über 3000 m Hindernis und im Dezember erreichte er bei den Crosslauf-Europameisterschaften in Hyères mit 23:59 min Rang 18 im U23-Rennen. Bei den Crosslauf-Europameisterschaften 2015 in Chia wurde er in 24:13 min 41 im U23-Rennen und gewann in der Teamwertung die Goldmedaille.
2022 startete er im 5000-Meter-Lauf bei den Mittelmeerspielen in Oran und gewann dort in 13:37,63 min die Bronzemedaille hinter den Marokkanern Soufiane Bouqantar und Mohamed Farès. Im Jahr darauf wurde er bei den Crosslauf-Europameisterschaften 2023 in Brüssel nach 33:13 min 68. im Einzelrennen.

## Persönliche Bestleistungen
- 5000 Meter: 13:37,63 min, 3. Juli 2022 in Oran
- 3000 m Hindernis: 8:46,27 min, 12. Juli 2015 in Tallinn